# 75. pehotni polk (Avstro-Ogrska)
Za druge 75. polke glejte 75. polk.
75. pehotni polk (nemško Infanterie-Regiment Nr. 75) je bil pehotni polk avstro-ogrske skupne vojske.

## Poimenovanje
- Böhmisches Infanterie Regiment Nr. 75
- Infanterie Regiment Nr. 75 (1915 - 1918)

## Zgodovina
Polk je bil ustanovljen leta 1860. 

### Prva svetovna vojna
Polkovna narodnostna sestava leta 1914 je bila sledeča: 79% Čehov, 20% Nemcev in 1% drugih. Naborni okraj polka je bil v Jindřichůvem Hradcu, pri čemer so bile polkovne enote garnizirane sledeče: Salzburg (štab, I., II. in IV. bataljon) in Jindřichův Hradec (III. bataljon).
V sklopu t. i. Conradovih reform leta 1918 (od junija naprej) je bilo znižano število polkovnih bataljonov na 3.

## Organizacija
1918 (po reformi)
- 1. bataljon
- 2. bataljon
- 4. bataljon, 91. pehotni polk

## Poveljniki polka
- 1865: Friedrich Mondel[6]
- 1879: Alexander Kuhn von Kuhnfeld[7]
- 1908: Arnold Münzel[8]
- 1914: Franz Wiedstruck[1]